# Второе сражение при Эль-Аламейне
Битва при Эль-Аламейне  или Эль-Аламейнская операция — стратегическая наступательная операция в ходе североафриканской кампании Второй мировой войны, проводившаяся в октябре—ноябре 1942 года британскими войсками под командованием генерала Бернарда Монтгомери и приведшая к поражению итало-немецкой группировки фельдмаршала Эрвина Роммеля.
Считается решающей битвой на североафриканском театре военных действий Второй мировой войны. В результате поражения войск Оси началось их отступление с континента Африка.

## Итало-немецкое наступление и первая битва при Эль-Аламейне
27 мая 1942 года итало-немецкие войска (командующий Эрвин Роммель) в составе 11 дивизий при 50 танках и 90 самоходных орудиях нанесли неожиданный удар по позициям английской 8-й армии под Эль-Газалой (Ливия) и после ожесточённых 14-дневных боев заставили англичан отступить с большими потерями. 21 июня они овладели Тобруком, взяв в плен оборонявшие его две дивизии (25 тысяч человек), и на следующий день итало-немецкий командующий был произведён в фельдмаршалы.
Новоиспечённый фельдмаршал заявил, что если ему удастся вовремя овладеть Мерса-Матрухом, он 30 июня будет в Александрии или Каире. В Италии уже начали готовить средства для переправы через Нил. Овладение Египтом для стран "оси" было крайне заманчивой целью, так как перекрытие Суэцкого канала сильно усложняло коммуникации союзников, к тому же для немецко-итальянских сил возникали перспективы выхода на Ближний Восток с его нефтью. Англичане считали такое развитие ситуации вполне возможным и разрабатывали планы обороны Нила, дальнейшего отступления в Палестину и даже в Ирак. Английский флот был отведён от Александрии на защиту нильского рубежа и началась эвакуация Каира.
Мерса-Матрух пал 28 июня, через день передовые части Африканского корпуса вышли к Эль-Аламейну — сильной позиции, заранее подготовленной англичанами. Позиция находилась в 70 км от Александрии и простиралась на 64 км, упираясь одним флангом в Средиземное море, другим — во впадину Каттара, что делало её обход практически невозможным. Она состояла из 4 укреплённых пунктов, промежутки между которыми были заняты мобильными колоннами, сформированными из отступивших из Киренаики войск. 1 июля Роммель попытался атаковать английские позиции, но достиг лишь незначительного успеха; после нескольких дней боёв англичане даже попытались перейти в контрнаступление, впрочем, тоже малоуспешное. 10 июля Роммель, подтянувший тылы и отставшие итальянские пехотные части, предпринял новое наступление на Эль-Аламейн, но оно было сорвано контратакой англичан, получивших к тому времени подкрепления. 27 июля фронт стабилизировался.

## Августовское наступление Роммеля (сражение при Алам эль-Хальфе)
Ввиду нависшей опасности британское правительство принимало экстренные меры для выправления ситуации в Африке. 8-я армия усиливалась подкреплениями. 8 августа в Каир прибыли премьер-министр Уинстон Черчилль и начальник имперского генерального штаба Алан Брук, в результате командовавший на Ближнем Востоке Клод Окинлек был смещён и заменён: в качестве главнокомандующего — Харольдом Александером, в качестве командующего 8-й армией — Уильямом Готтом. Последний, однако, погиб при полёте в Египет (самолёт, на котором он находился, был сбит немецким истребителем). Тогда вместо него был назначен Бернард Монтгомери, который и принял командование армией 13 августа.
Роммель пришёл к выводу, что соотношение сил меняется не в его пользу и, чтобы переломить ситуацию, ему необходимо срочно предпринять решительные действия. На конец августа был назначен прорыв. Предполагалось в лунную ночь прорвать английские позиции на слабом южном фланге, атаковать английские резервы с тыла и отрезать им пути отхода, прижав всю английскую армию к морю.
Между тем Монтгомери подготовил Роммелю ловушку. Намеренно ослабив крайний южный участок, он в то же время создал там мощные минные поля, хорошо прикрытые огнём. За центром Монтгомери находилась сильно укреплённая отсечная позиция Алам-эль-Хальфа, господствовавшая над окружающей местностью. В тылу были поставлены в боевой готовности сильные резервы.
В результате, начав наступление в ночь с 30 на 31 августа, Роммель напоролся на плотнонасыщенные минные поля и был вынужден разминировать их под массированным огнём неприятеля. За это время Монтгомери успел подтянуть к угрожаемому участку резервы и вызвать авиацию. К концу дня немецкие и итальянские войска были остановлены, а 3 сентября Роммель был вынужден дать приказ об отходе на прежние позиции, завершившемся 6 сентября. При этом немцы и итальянцы потеряли около 3 тысяч человек и большое количество вооружения, особенно автомобилей, что сказалось на дальнейшем ходе событий. При отступлении Немецкий Африканский корпус оказался в крайне тяжёлом положении, и только чрезмерная осторожность Монтгомери, не решившегося на энергичное преследование, спасла Роммеля от разгрома.
Этот бой получил у англичан имя «Сражение при Алам эль-Хальфе»

## Подготовка английского наступления

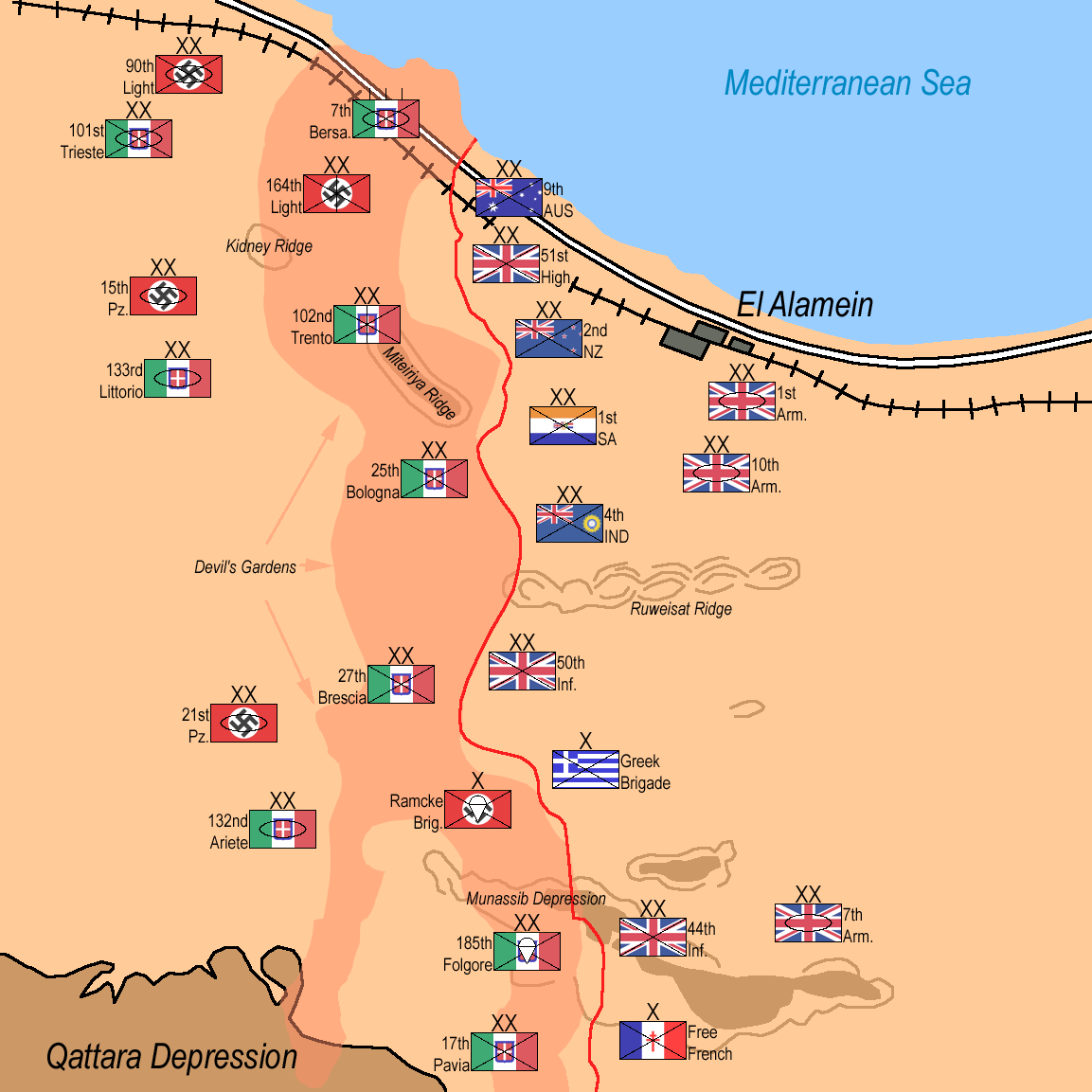
Расположение сил сторон во Втором сражении при Эль-Аламейне

Роммель был вынужден окончательно перейти к обороне и занялся укреплением своих позиций, перед которыми были установлены мощные проволочные заграждения и около полумиллиона мин, тогда как сами укрепления за минными полями простирались на 2 километра. Плохое снабжение, особенно горючим (танкеры с нефтью, шедшие в Африку, были потоплены англичанами), господство англичан в воздухе и, наконец, отсутствие подкреплений делало его положение довольно сложным.

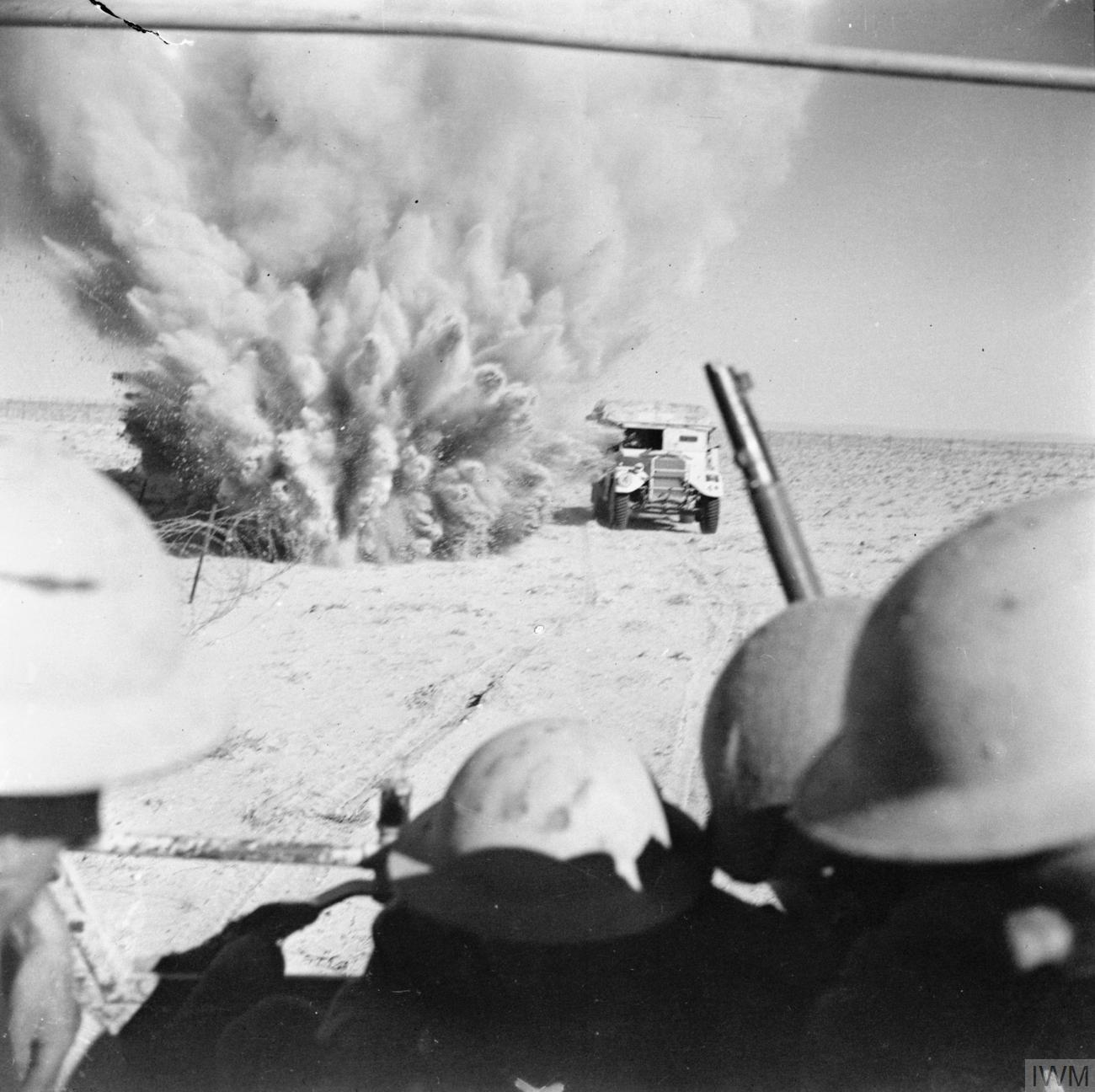
Британский грузовик подрывается на мине (октябрь 1942).

Тем временем англичане накапливали силы для решающего прорыва. В Африку были переброшены из Англии 51-я и 44-я дивизии, большое количество артиллерии и техники, включая американские танки «Грант» и «Шерман». К концу октября 8-я армия была увеличена до 7 пехотных и 3 бронетанковых дивизий и 7 отдельных танковых бригад, общей численностью 220 000 человек при 1100 танках против 12 немецко-итальянских дивизий (4 немецких и 8 итальянских) численностью 115 000 человек при 600 танках.
Монтгомери готовил наступление на северном фланге, где он сосредоточил в тылу своих позиций крупные танковые силы. Одновременно была организована широкомасштабная операция по дезориентированию противника, получившая название «Бертрам». Так, ещё в сентябре на северном участке были созданы под маскировочными сетками крупные «склады», состоявшие из пустых ящиков и коробок. Немцы поначалу восприняли это как признак готовящегося наступления, но, поскольку время шло, а наступления не следовало, стали считать обманным манёвром. Между тем, по мере приближения времени атаки, пустые ящики по ночам заменялись полными.
На юге начал строиться ложный нефтепровод, что давало двойной эффект, обманув противника в отношении как места, так и времени предполагаемого наступления (немцы считали, что англичане не перейдут в наступление до окончания постройки). На юге «сосредотачивались» фанерные «танки», установленные на джипах; наоборот, на севере танки с помощью фанерных бортов маскировались под грузовики.
Дезориентированный Роммель, не зная, откуда ждать удара, вопреки своему обычаю собирать танковые силы в кулак, распределил их по фронту. Его армия была расположена следующим образом: на передовых позициях располагались 5 итальянских дивизий, смешанные с одной немецкой дивизией и немецкой парашютной бригадой; вторым эшелоном, непосредственно за ними, располагались на юге — одна немецкая и одна итальянская танковые дивизии, на севере — две немецкие и две итальянские танковые и две моторизованные дивизии, которые предполагалось направить в место прорыва для его локализации. Резервы были расположены необычно близко к силам первого эшелона: Роммель считал, что это позволит ввести их в бой до того, как противник успеет сосредоточить подкрепления. Однако Роммель был болен и 23 сентября уехал в отпуск для лечения, передав командование отозванному с Восточного фронта генералу Георгу Штумме.
Перед этим он направил Гитлеру обстоятельную докладную записку, в которой указывал на необходимость как можно активнее продвигаться на юге России и выйти в Закавказье и Иран (см. Битва за Кавказ), с тем чтобы англичане отвлекли туда часть своих сил и позволили Африканскому корпусу возобновить наступление.

## Бронетехника сторон
| Итало-германские войска                | Количество | Британские войска           | Количество  |
| -------------------------------------- | ---------- | --------------------------- | ----------- |
| Pz.II                                  | 31         | M3 Stuart                   | 119         |
| Pz.III (50-мм короткоствольное орудие) | 85         | Mk.III Valentine            | 194         |
| Pz.III (50-мм длинноствольное орудие)  | 88         | M3 Grant                    | 170         |
| Pz.IV (75-мм короткоствольное орудие)  | 8          | M4 Sherman                  | 252         |
| Pz.IV (75-мм длинноствольное орудие)   | 30         | Crusader II (40-мм орудие)  | 216         |
| Командирские танки                     | 7          | Crusader III (57-мм орудие) | 78          |
| M13/40 и M14/41                        | 278        | Mk.IV Churchill             | 6           |
| L6/40                                  | 20         | САУ                         | 74          |
| САУ (итальянские)                      | 19         |                             |             |
|                                        | Итого: 559 |                             | Итого: 1100 |

## Начало сражения

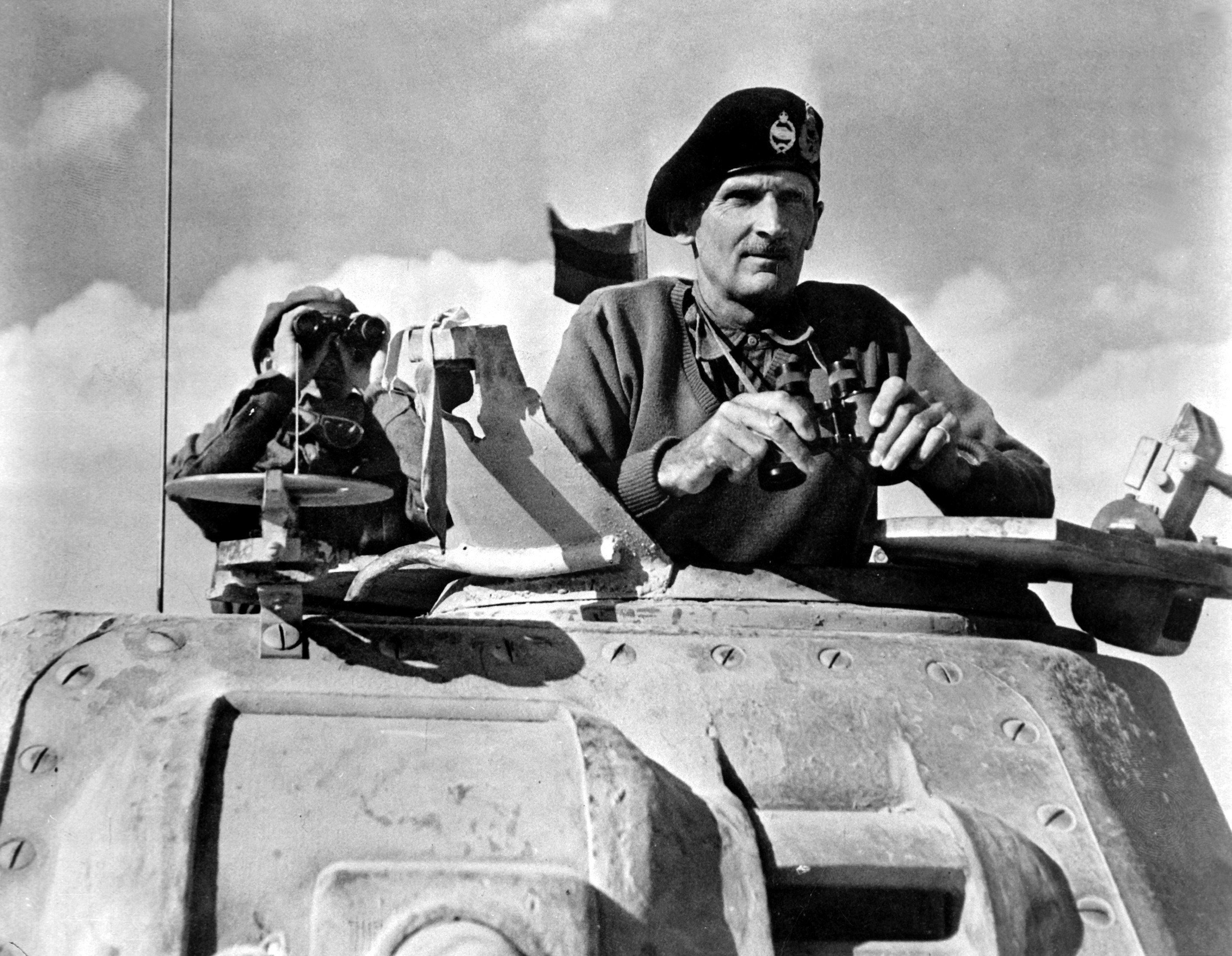
Бернард Монтгомери наблюдает за продвижением своих войск (ноябрь 1942).

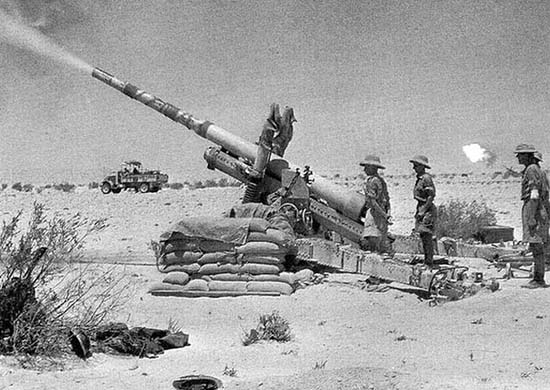
В ходе сражения при Эль-Аламейне

Операцию «Лайтфут» (таково было кодовое название наступления) предполагалось начать в ночь полнолуния. Именно такой была ночь с 23 на 24 октября, когда план и был приведён в действие. В 23 часа 23 октября после 20-минутной артподготовки, в которой приняло участие более тысячи орудий, англичане двинулись в атаку. На северном фланге наступали 13-й и 30-й корпуса, которым было предписано пробить брешь в немецкой обороне и проделать проходы, достаточные, чтобы через них мог выйти на оперативный простор 10-й корпус (2 бронетанковые дивизии). На юге начали наступление индийская 4 дивизия и две дивизии 13-го корпуса (одна — бронетанковая), цель которого была вспомогательная — дезориентировать противника относительно направления главного удара и оттянуть резервы.
С началом сражения генерал Штумме умер от сердечного приступа, и вечером 25 октября руководство итало-германскими частями вновь взял в свои руки спешно вернувшийся в Африку Роммель.
Несмотря на численное превосходство англичан (в живой силе соотношение составляло 4:1, в танках — 5:1, в самолётах — 5:1), они до 2 ноября так и не смогли прорвать оборону немцев. Только потеряв практически всю технику, Роммель дал приказ отступать.

## Результаты и значение сражения

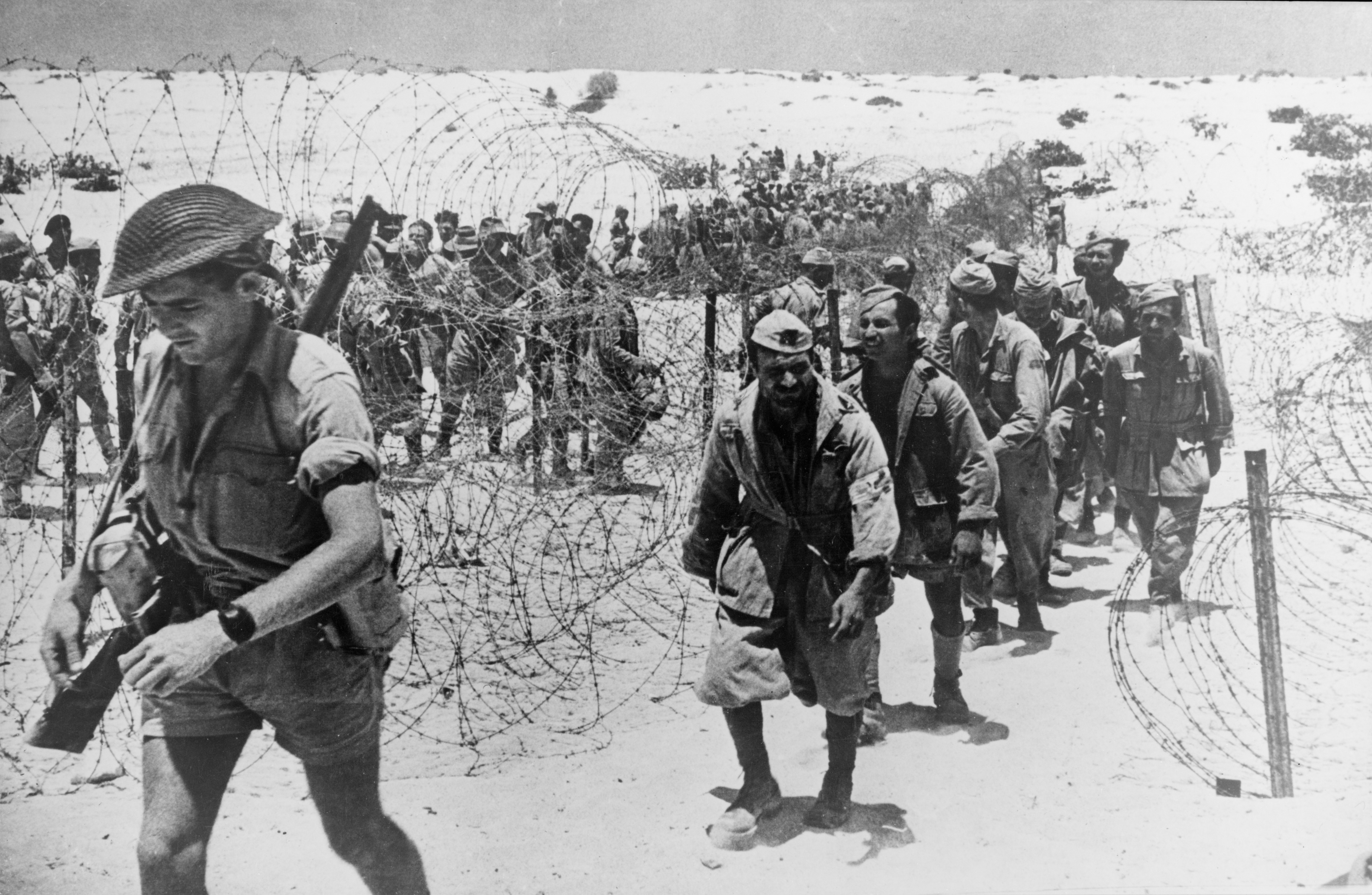
Итальянские солдаты, попавшие в плен под Эль-Аламейном (1942).

Отступление итало-германских войск приняло неудержимый характер. Идея Роммеля организовать оборону на ближайшем рубеже Фуки оказалась неосуществимой из-за крайней ослабленности его сил. Роммель отвёл войска к рубежу Мерса-Матрух, однако 8 ноября был вынужден оставить и его из-за угрозы обхода с юга. В ночь на 13 ноября англичане, имея десятикратное преимущество в живой силе и технике, заняли Тобрук. 20 ноября они заняли Бенгази, пройдя за две недели путь в 850 километров; наконец, Роммель сумел на несколько недель закрепиться у Гаср-эль-Брега, но и эту позицию был вынужден оставить в начале декабря. 23 января англичане вступили в Триполи, так что в руках войск «Оси» остался только Тунис, превратившийся в их последний оплот в Африке. К этому времени американцы высадились в Марокко и Алжире (8 ноября), и основная часть Французской Северной Африки перешла под контроль союзников. 12 мая 1943 года итало-германская группировка в Тунисе (250 тысяч человек, из них половина немцы) капитулировала, что открыло союзникам путь к вторжению в Италию.
Таким образом, битва при Эль-Аламейне оказалась важным звеном в цепи событий, которые в течение года переместили фронт от подступов к Каиру до подступов к Риму. Но относительная периферийность и относительно небольшое (по меркам Второй мировой войны) количество задействованных сил всё же говорят о второстепенности Эль-Аламейнского сражения и не позволяют считать его одним из по-настоящему поворотных моментов в истории Второй мировой войны.
Британский премьер-министр Уинстон Черчилль сказал про битву: «Это ещё не конец. Это даже не начало конца. Но вероятно — это конец начала». Он же сказал: «До Эль-Аламейна мы не одержали ни одной победы. После Эль-Аламейна мы не понесли ни одного поражения».
В январе 1946 года Монтгомери получил титул виконта Монтгомери Аламейнского (англ. 1st Viscount Montgomery of Alamein).

## Комментарии
1. ↑  в т.ч. 4810 убитыми или пропавшими и 8950 ранеными[2].